# Кондратюк Руслан Васильович
Русла́н Васи́льович Кондратю́к (нар. 2 жовтня 1981 — 15 лютого 2019) — солдат Збройних сил України, учасник російсько-української війни.

## Життєпис
Народився 1981 року в селі Війниця (Млинівський район, Рівненська область). Займався спортом, полюбляв читати, виступав у шкільному театрі. 2002 року закінчив Мирогощанський аграрний коледж — за фахом механіка. Працював на місцевому сільськогосподарському підприємстві водієм, комбайнером, слюсарем, бригадиром тракторної бригади, охоронцем у ПП «Агро Експрес Сервіс» — до 2013 року, згодом — підвізником кормів. з 2015-го — на заводі «Кромберг енд Шуберт Україна» (Луцьк).
31 січня 2016 року підписав контракт на військову службу, яку проходив у 355-му навчальному механізованому полку 184-го навчального центру, згодом у 130-му окремому розвідувальному батальйоні. Брав участь у бойових діях у районі Світлодарської дуги та Мар'їнки, зазнав поранення. З 2 листопада 2018-го проходив службу за контрактом у 24-й бригаді; солдат, водій зенітно-артилерійського взводу.
15 лютого 2019 року перед обідом військовослужбовці поверталися з виконання бойового завдання з недопущення проходу ДРГ поблизу міста Мар'їнка. Бійці пересувалися найбільш захищеним маршрутом — зі сторони противника була мінімальна можливість ураження; у цей час ворог відкрив вогонь із ПТРК по автомобілю «ГАЗ-66», коли той заїжджав на позицію. Внаслідок прямого влучання в кабіну водій Руслан Кондратюк зазнав несумісного з життям поранення; помер дорогою до шпиталю міста Курахове, троє українських військових дістали поранення.
21 лютого 2019-го похований у селі Війниця.
Без Руслана лишилися батьки, сестра, дружина та двоє дітей — син 2008 р.н. і донька 2011 р.н.

## Нагороди та вшанування
- Указом Президента України № 270/2019 від 17 травня 2019 року «за особисту мужність і самовіддані дії, виявлені у захисті державного суверенітету та територіальної цілісності України, зразкового виконання військового обов'язку» — нагороджений орденом «За мужність» III ступеня (посмертно)[3].